# Węgry na Halowych Mistrzostwach Świata w Lekkoatletyce 2010
Reprezentacja Węgier na halowe mistrzostwa świata 2010 liczyła 3 zawodników.

## Mężczyźni
- Bieg na 60 m przez płotki
  - Dániel Kiss – zajął 8. miejsce

- Pchnięcie kulą
  - Lajos Kürthy – zajął 17. miejsce  w eliminacjach i nie awansował do finału

## Kobiety
- Pchnięcie kulą
  - Anita Márton – zajęła 17. miejsce w eliminacjach i nie awansowała do finału